# كلير يبرش
كلير يبرش (بالإنجليزية: Claire Burch)‏ هي كاتِبة وشاعرة أمريكية، ولدت في 1925 في بروكلين في الولايات المتحدة، وتوفيت في 21 مايو 2009.